# Тайзінг
Тайзінг (нім. Teising) — громада в Німеччині, розташована в землі Баварія. Підпорядковується адміністративному округу Верхня Баварія. Входить до складу району Альтеттінг. 
Площа — 5,38 км2. Населення становить 1848 ос. (станом на 31 грудня 2020).